# LV2 kara Cheat datta Moto Yūsha Kōho no Mattari Isekai Life
LV2 kara Cheat datta Moto Yūsha Kōho no Mattari Isekai Life (Lv2からチートだった元勇者候補のまったり異世界ライフ Lv2 kara Chīto datta Moto Yūsha Kōho no Mattari Isekai Life?), también conocida como Chillin' in Another World with Level 2 Super Cheat Powers, es una serie de novelas ligeras escritas por Miya Kinojo e ilustradas por Katagiri. La serie se serializó inicialmente en el sitio web de novelas generadas por usuarios Shōsetsuka ni Narō entre 2016 y 2019.
Fue adquirida posteriormente por Overlap, quien comenzó a publicarla en diciembre de 2016 bajo su sello Overlap Novels. Una adaptación al manga ilustrada por Akine Itomachi comenzó a serializarse en el sitio web Comic Gardo de Overlap en enero de 2019.
Una adaptación a serie de televisión de anime producida por J.C.Staff se emitió entre abril y junio de 2024.

## Argumento
En el Reino de Klyrode, se convocan a cientos de héroes de distintos mundos durante cada año para poder convertirlos en soldados del Ejército Imperial y enviarlos directamente al Reino Oscuro para pelear contra el Rey Oscuro y sus tropas de demonios.
Banaza, un comerciante de la capital real del Reino Paluma, es convocado a Klyrode junto con un héroe de cabello rubio como "candidatos a héroes" en su lucha contra el Ejército Oscuro. Mientras el Héroe Rubio posee un mayor nivel de habilidades extremadamente superiores, Banaza en cambio, sólo posee habilidades inusuales y sin ninguna bendición divina de dominio en la espada ni en magia; y lo peor de todo, ¡un percance le impide regresar a su propio mundo! Siendo desterrado de Klyrode a manos de un rey despreocupado que solamente le exige que se vaya, el destino de Banaza parece ser incierto.
Al llegar a un bosque peligroso y hostil cerca de la frontera, después de derrotar a un slime, obtiene habilidades infinitas y al lanzar magia de purificación alrededor del bosque donde se encontraba unas tropas leales al Ejército Oscuro, su experiencia se acumula tanto que llega al nivel 367 y empieza a llamar la atención no deseada de ambos reinos. Sin querer inmutarse, decide cambiar su apariencia y adopta el nombre de Flio para mantenerse alejado del conflicto entre humanos y demonios, y emprender su nuevo entorno como comerciante de su mundo anterior en este nuevo mundo, pero el destino tiene una forma curiosa de arrastrarlo.

## Personajes

### Principales
- Banaza / Flio

 Seiyū: Satoshi Hino, Ryōko Maekawa (apariencia femenina)
El héroe de la historia (literalmente), tiene que arreglar los problemas del Rey de Klyrode y del Héroe Rubio. Debido a que Flio y el Héroe Rubio fueron convocados espalda con espalda, Flio accidentalmente obtuvo las bendiciones de ambos, lo que resultó en sus poderes infinitos. Quiere simplemente vivir como comerciante como lo hacía en su antiguo mundo, pero termina teniendo que ser mucho el buen samaritano.
- Fenrys / Rhys

 Seiyū: Rie Kugimiya
La hembra fenrir-lobo demonio y esposa de Flio. Originalmente se casó con Flio debido a la tradición de su tribu de someterse a los fuertes, pero llegó a amarlo a él y a su vida sencilla. Rhys es muy territorial con su pareja, pero por lo demás es acogedora con los demás. No le gusta que molesten a Flio para participar en el conflicto entre humanos y demonios.

### Compañeras de Flio y Rhys
- Balirossa

 Seiyū: Aya Yamane
Una caballero de Klyrode que busca obtener un título nobiliario para restaurar el prestigio perdido de su familia. A pesar de carecer un poco de sentido común (pensar que un psicooso respeta la caballerosidad), Balirossa es una luchadora competente. Aunque inicialmente tiene miedo de que Ghozal se desmaye con los ojos abiertos, Balirossa comienza a devolverle el interés a ella.
- Blossom

 Seiyū: Mari Hino
Una espadachina poco femenina que prefiere los ataques fuertes. Anteriormente fue agricultora, hasta que fue reclutada en el ejército de Klyrode. Al hacerse amiga de Flio, Blossom volvió en gran medida a sus raíces agrícolas; cultivando cultivos para que Flio los vendiera. También tiene el título de “Asesina de Dragones”, gracias a que Flio potencia su lanzamiento de arma agrícola para decapitar a un dragón.
- Byleri

 Seiyū: Yūki Hirose
Una arquera, aunque no por elección. Anteriormente cuidaba de los caballos en el castillo hasta que la obligaron a ir al frente. Al ver que sus habilidades ecuestres eran más beneficiosas, Byleri comenzó a ayudar a arar los campos con Blossom y a entregar los productos de la tienda de Flio.
- Belano

 Seiyū: Nene Hieda
Una maga especializada en hechizos de defensa; con la esperanza de ser un mago de la corte como su padre y su hermano. Sin embargo, tiene un nivel de maná bajo y le dan náuseas con un solo lanzamiento. Al final, decide conseguir trabajo como profesora en una academia de magia; otorgándole grandes beneficios y permitiéndole transmitir sus observaciones sobre la magia de Flio.
- Hiya

 Seiyū: Yui Horie
Una djinn andrógina de gran poder. Intentaron conceder el deseo del Héroe Rubio de matar a Flio, pero en su lugar hirieron a Rhys; ganándose una paliza terrible por parte de la furia implacable de Flio. Después de ser salvado a su suerte, Hiya le juró lealtad a Flio como sirviente. Hiya no tiene un género verdadero, pero puede convertirse en cualquiera de los dos.
- Psybe

 Seiyū: Yūka Iguchi
El psicooso mascota de la casa de Flio; a menudo en forma de un pequeño conejo con cuernos. Ayuda a Blossom en el campo y es su amigo cercano.

### Reino Oscuro
- Gholl / Ghozal

 Seiyū: Tomoaki Maeno
El ex Rey Oscuro y amigo de Flio y Rhys. Inicialmente buscó obtener la fuerza de Flio para su ejército, pero en cambio llegó a disfrutar de su compañía. Ghozal también se enamoró de Balirossa por su caballerosidad. A Ghozal no le gustan los conflictos innecesarios, razón por la cual el Ejército Oscuro ha estado estancado con la humanidad a menos que sea necesario durante muchos años.
- Uliminas

 Seiyū: Yukari Tamura
Una demonio gato a cargo de la red de espías de Ghozal, “Silent Ear”. Aunque Flio, sorprendido, calmó a Rhys e incluso se hizo amiga de su maestro, Uliminas aceptó los resultados a regañadientes. Ella también está enamorada de Ghozal, por lo que está un poco celosa de su relación con Balirossa.
- Greanyl

 Seiyū: Marika Kōno
Una de los sirvientes leales de Ghozal. Ella es quien le informa a este sobre la usurpación de su trono por parte de Yuigarde.
- Fengaryl

Personaje mencionado en el manga. Es el hermano mayor de Rhys, que fue asesinado involuntariamente por la magia de purificación provocada por Flio. Rhys no intentó vengarlo porque considera que su muerte fue culpa suya.

### Reino de Klyrode
- Princesa / Reina Elizabeth Klyrode

 Seiyū: Ayako Kawasumi
La actual gobernante del Reino de Klyrode. A diferencia de su padre necio y despreocupado, ella es amable y considerada con aquellos a quienes su reino puede hacer daño. Después de resolver el problema con Hiya, la reina contrata a Flio para que emprenda misiones secretas para evitar que los humanos y los demonios intensifiquen las peleas en sus fronteras, ya que comprende muy bien la negativa de Flio a luchar.
- Tsuya

 Seiyū: Mikako Takahashi
La leal sirvienta del Héroe Rubio. Ella está a su lado la mayor parte del tiempo.

### Antagonistas
- Héroe Rubio

 Seiyū: Taishi Murata
Un cobarde arrogante que aprovechó su condición de héroe para vivir en el lujo. A diferencia de Flio, su estado no aumentará por mucho que suba de nivel. Después de verse obligado a huir por su incompetencia, el Héroe Rubio termina destruyendo accidentalmente todos los planes del Rey de Klyrode (actual Rey Oscuro); cumpliendo involuntariamente su papel. Mantiene su verdadero nombre en secreto.
- Yuigarde

 Seiyū: Taiten Kusunoki
El hermano menor de Ghozal quien no puede comprender los pensamientos y planes entre ambos. A diferencia de Ghozal, tiene mucha envidia de que su hermano sea el Rey Oscuro y piensa que la fuerza pura es lo más importante para los demonios. Al final, logra tomar posesión del trono tras la ausencia de su hermano, pero no sin antes ser recibido por una fuerte golpiza por parte de este último.
- Phufun

 Seiyū: Satomi Arai
Una súcubo masoquista y subordinada directa de Yuigarde. Su principal objetivo es ayudarlo a hacer todo lo posible para Yuigarde el obtener el trono como el nuevo Rey Oscuro, un hecho que finalmente dio resultado.
- Damalynas

 Seiyū: Shizuka Itō
Una antigua maga que fue la más fuerte del Reino de Klyrode. Sacrificó su propia "humanidad" para obtener su poder mágico, convirtiéndose así en la “Gran Maga Oscura”; inclusive después de ser ejecutada por el propio héroe de su tiempo, su alma no resistió y fue obligada por los magos de Klyrode a sellarla en el pedestal debajo de la espada donde estaba sellada el alma de Hiya. Al ser liberada (tras el fracaso de Hiya en un intento de matar a Flio), usó el cuerpo de Tsuya como recipiente y procedió a transformar al Héroe Rubio en una quimera para vengarse de aquellos quienes la habían sellado, hasta que es vencida por Hiya, quien la saca del cuerpo de Tsuya junto con la forma monstruosa del Héroe Rubio y la encierra en su cuerpo como prisión eterna. Actualmente, vive en el mundo interior de Hiya como su compañera de entrenamiento/amante.
- Rey de Klyrode / Rey Oscuro

 Seiyū: Tomoyuki Shimura
El anterior gobernante del Reino de Klyrode. Siguió secuestrando "candidatos a héroe" de otros mundos para enviarlos como soldados para luchar contra los demonios. Después de entrar en un estado de coma para lanzar un escudo de purificación alrededor del reino, su hija tomó el trono. Al despertar y percatarse de la toma del trono por parte de su hija, empezó a robar fondos y se asoció con los gemelos kitsune para estafar dinero de ambos reinos.

### Otros personajes
- Quinn

 Seiyū: Ikumi Hasegawa
Una de las conocidas de Flio cuando este estuvo en su mundo anterior; fue vista en un flashback del primer volumen de la novela ligera (primer capítulo del manga y anime). Ahí se la vio convenciendo al señor Kuro para que aceptara el pago de Flio, a pesar de que se supone que esclavos como ellos no deben recibir pago. Ella fue la última persona que habló con Flio en este mundo, debido a que él fue convocado al Reino de Klyrode.

## Contenido de la obra

### Novela ligera
Escrita por Miya Kinojo, la serie se publicó por entregas en el sitio web de publicación de novelas generadas por usuarios Shōsetsuka ni Narō de 2016 a 2019, cuando Kinojo dejó de publicar en el sitio. Posteriormente, la serie fue adquirida por Overlap, quien comenzó a publicarla como una novela ligera con ilustraciones de Katagiri bajo su sello Overlap Novels el 25 de diciembre de 2016.

#### Lista de volúmenes
| N.º | Fecha de lanzamiento     | ISBN original          |
| --- | ------------------------ | ---------------------- |
| 1   | 25 de diciembre de 2016  | ISBN 978-4-86554-180-9 |
| 2   | 25 de abril de 2017      | ISBN 978-4-86554-208-0 |
| 3   | 25 de agosto de 2017     | ISBN 978-4-86554-248-6 |
| 4   | 25 de enero de 2018      | ISBN 978-4-86554-295-0 |
| 5   | 25 de mayo de 2018       | ISBN 978-4-86554-353-7 |
| 6   | 25 de septiembre de 2018 | ISBN 978-4-86554-397-1 |
| 7   | 25 de enero de 2019      | ISBN 978-4-86554-442-8 |
| 8   | 25 de julio de 2019      | ISBN 978-4-86554-526-5 |
| 9   | 25 de enero de 2020      | ISBN 978-4-86554-603-3 |
| 10  | 25 de julio de 2020      | ISBN 978-4-86554-704-7 |
| 11  | 25 de enero de 2021      | ISBN 978-4-86554-828-0 |
| 12  | 25 de julio de 2021      | ISBN 978-4-86554-960-7 |
| 13  | 25 de enero de 2022      | ISBN 978-4-82400-089-7 |
| 14  | 25 de julio de 2022      | ISBN 978-4-82400-244-0 |
| 15  | 25 de enero de 2023      | ISBN 978-4-82400-392-8 |
| 16  | 25 de octubre de 2023    | ISBN 978-4-82400-635-6 |
| 17  | 25 de marzo de 2024      | ISBN 978-4-82400-768-1 |
| 18  | 25 de julio de 2024      | ISBN 978-4-82400-890-9 |
| 19  | 25 de febrero de 2025    | ISBN 978-4-82401-089-6 |

### Manga
Una adaptación a manga de Akine Itomachi comenzó a serializarse en el sitio web Comic Gardo de Overlap en enero de 2019. La adaptación al manga está licenciada en América del Norte por Seven Seas Entertainment.

#### Lista de volúmenes
| N.º | Fecha de lanzamiento  | ISBN original          |
| --- | --------------------- | ---------------------- |
| 1   | 25 de julio de 2019   | ISBN 978-4-86554-527-2 |
| 2   | 25 de enero de 2020   | ISBN 978-4-86554-605-7 |
| 3   | 25 de julio de 2020   | ISBN 978-4-86554-707-8 |
| 4   | 25 de enero de 2021   | ISBN 978-4-86554-834-1 |
| 5   | 25 de julio de 2021   | ISBN 978-4-86554-967-6 |
| 6   | 25 de enero de 2022   | ISBN 978-4-82400-098-9 |
| 7   | 25 de julio de 2022   | ISBN 978-4-82400-252-5 |
| 8   | 25 de enero de 2023   | ISBN 978-4-82400-402-4 |
| 9   | 25 de octubre de 2023 | ISBN 978-4-82400-643-1 |
| 10  | 25 de marzo de 2024   | ISBN 978-4-82400-780-3 |
| 11  | 25 de julio de 2024   | ISBN 978-4-82400-901-2 |
| 12  | 25 de febrero de 2025 | ISBN 978-4-82401-100-8 |

### Anime
Se anunció una adaptación al anime durante la primera transmisión en vivo del evento "10th Anniversary Memorial Overlap Bunko All-Star Assemble Special" el 15 de octubre de 2023. Está producida por J.C.Staff y dirigida por Yoshiaki Iwasaki, con guiones escritos por Megumi Shimizu. diseños de personajes a cargo de Sōta Suwa y la banda sonora compuesta por Kujira Yumemi. La serie se estrenó el 8 de abril de 2024 en AT-X y otros canales. El tema de apertura es "Danna-sama to no Love-Love Love Song" (旦那様とのラブラブ・ラブソング Lovey-Dovey Love Song with My Husband?), interpretado por Rie Kugimiya como su personaje Fenrys / Rhys, mientras que el tema final es "Utopia Gaku-Gairon" (ユートピア学概論 Introducción a los estudios utópicos?), interpretado por DIALOGUE+. Crunchyroll obtuvo la licencia de la serie y Muse Communication obtuvo la licencia de la serie en el sur y sudeste de Asia.
| N.º | Título | Dirigido por               | Escrito por    | Fecha de emisión original |
| --- | --- | -------------------------- | -------------- | ------------------------- |
| 1 | «Un candidato a héroe de nivel 2» Transcripción: «Lv2 no Yūsha Kōho» (en japonés: Lv2の勇者候補)                                            | Miyuki IshidaShizuka Izumi | Megumi Shimizu | 8 de abril de 2024        |
| Banaza es un humano común y corriente que, de repente, es invocado en otro mundo para ser su héroe allí. Sin embargo, su suerte cambia cuando se descubre que no tiene estadísticas dignas de un héroe y, por ello, lo destierran a vivir alejado de la sociedad. | |                            |                |                           |
| 2 | «Fenrys, la guerrera loba» Transcripción: «Garō-zoku no Senshi Fenrīsu» (en japonés: 牙狼族の戦士フェンリース)                              | Kazuya Fujiwara            | Megumi Shimizu | 15 de abril de 2024       |
| Banaza comienza su vida en otro mundo enfrentándose a una guerra loba bastante fuerte, pero tiene tantos hechizos que su primer combate servirá para acostumbrarse a sus nuevas habilidades.                                                                      | |                            |                |                           |
| 3 | «He empezado mi vida en otro mundo» Transcripción: «Isekai Raifu Hajimemashita» (en japonés: 異世界ライフはじめました)                      | Daisuke Kurose             | Megumi Shimizu | 22 de abril de 2024       |
| Flio comienza su vida de casado con Rys en su nuevo hogar. Tras acoger al grupo de chicas en su casa, se encargará de entrenar con ellas mientras vive apaciblemente en su nuevo mundo.                                                                           | |                            |                |                           |
| 4 | «Una visita inesperada» Transcripción: «Yokisenu Raishōsha» (en japonés: 予期せぬ来訪者)                                                    | Shigenori Awai             | Megumi Shimizu | 29 de abril de 2024       |
| Para evitar visitas inesperadas, Flio crea una barrera alrededor de su casa. Aunque hay ciertos visitantes que quieren saltarse la barrera para hablar con Flio y las chicas que vivan con él.                                                                    | |                            |                |                           |
| 5 | «Hasta que termine mi vida» Transcripción: «Kono Inochi Tsukiru Made» (en japonés: この命尽きるまで)                                        | Miyuki IshidaShizuka Izumi | Megumi Shimizu | 6 de mayo de 2024         |
| Mientras el ejército oscuro presiona sobre los territorios de Klyrode, Flio y Rys salen a pasear por la ciudad en su primera cita. | |                            |                |                           |
| 6 | «Hiya, genio de la luz y la oscuridad» Transcripción: «Hikari to Yami no Majin Hiya» (en japonés: 光と闇の魔人ヒヤ)                         | Teppei Takeya              | Megumi Shimizu | 13 de mayo de 2024        |
| Hiya, genio de la luz y la oscuridad, se enfrenta a un Flio que está dispuesto a hacer lo que sea para vengar lo que le acaba de ocurrir a Rys. | |                            |                |                           |
| 7 | «Hacia el futuro de cada cual» Transcripción: «Sorezore no Mirai e» (en japonés: それぞれの未来へ)                                          | Takaaki Ishiyama           | Megumi Shimizu | 20 de mayo de 2024        |
| Las chicas que viven con Flio deciden perseguir el sueño de cada una para evitar tener que quedarse en su casa sin hacer nada y, de alguna manera, devolverle a Flio todo lo que les ha dado.                                                                     | |                            |                |                           |
| 8 | «Un muro nunca antes visto» Transcripción: «Miezaru Kabe» (en japonés: 見えざる壁)                                                          | Kazuya Fujiwara            | Megumi Shimizu | 27 de mayo de 2024        |
| En el reino demoníaco hay cada vez más voces en contra del señor oscuro y su idea de buscar a Flio para incorporarlo a su ejército. Por su parte, en el castillo descubren que el héroe ha desaparecido.                                                          | |                            |                |                           |
| 9 | «Loba y aventurero» Transcripción: «Ōkami a Bōkensha» (en japonés: 狼と冒険者)                                                              | Daisuke Kurose             | Megumi Shimizu | 3 de junio de 2024        |
| La princesa heredera de Klyrode acude a Flio de nuevo para pedirle que defienda el reino de las fuerzas demoníacas, pero Flio sigue sin estar convencido de querer hacerlo.                                                                                       | |                            |                |                           |
| 10 | «Compañía nueva en casa» Transcripción: «Arata-na Dōkyonin» (en japonés: 新たな同居人)                                                      | Shigenori Awai             | Megumi Shimizu | 10 de junio de 2024       |
| La situación se complica en territorio demoníaco: Uliminas ha informado de que Yuigarde, el hermano del señor oscuro, está preparando una insurrección y ha ocupado la sala del trono.                                                                            | |                            |                |                           |
| 11 | «Un viaje picante a las fuentes termales, primera parte» Transcripción: «Yukemuri Onsen Ryokō Zen-pen» (en japonés: 湯けむり温泉旅行・前編) | Miyuki IshidaShizuka Izumi | Megumi Shimizu | 17 de junio de 2024       |
| Gracias a un sorteo, Rys gana un viaje a las fuentes termales, aunque para que sea válido solo puede viajar en grupo con Flio y los demás. | |                            |                |                           |
| 12 | «Un viaje picante a las fuentes termales, segunda parte» Transcripción: «Yukemuri Onsen Ryokō Gohen» (en japonés: 湯けむり温泉旅行・後編)   | Yohei SuzukiMiyuki Ishida  | Megumi Shimizu | 24 de junio de 2024       |
| El caos se desata en las fuentes termales. Yuigarde y los suyos se enfrentan a Flio y sus compañeros, pero solo puede quedar un grupo en pie. | |                            |                |                           |

### Juego
Durante la misma transmisión en vivo también se anunció un juego de navegador VRMMORPG, titulado Chillin' in Another World with Level 2 Super Cheat Powers Reverse Dive. Estará alojado en la plataforma G123 y se lanzará a nivel mundial.

## Recepción
La serie ha vendido más de 2 millones de copias hasta octubre de 2023.